# USS Merrimack (1855)
USS Merrimack (з англ. — Корабель Сполучених Штатів «Меррімак») — паровий фрегат ВМС Сполучених Штатів Америки. Перший фрегат у серії з шести кораблів, розпочатої в 1854 році. Як і інші кораблі, названий на честь однієї з американських річок — Меррімак. Спущено на воду 15 червня 1855 року.
Найбільш відомий завдяки тому, що остов його корпусу був піднятий після затоплення і використаний для побудови броненосця «Вірджинія» — корабля Конфедерації південних штатів, який брав участь у знаменитій битві на рейді Хемптон-Роудс, яка відбулася на початку Громадянської війни в США.

## Історія служби
«Меррімак» був спущений на воду на військово-морській верфі Бостона 15 червня 1855 року. 20 лютого 1856 року фрегат включили в списки флоту. Командиром корабля був призначений капітан Гаррет Пендерграст (англ. Garrett J. Pendergrast).
У ході першого плавання корабель побував у водах Карибського басейну та Західної Європи, відвідавши Саутгемптон, Брест, Лісабон і Тулон повернувся в Бостон.
22 квітня 1857 року корабель вивели з експлуатації на час ремонту. 1 вересня 1858 року після закінчення ремонту корабель знову ввели в дію.
17 жовтня фрегат вийшов з Бостона як флагманський корабель Тихоокеанської ескадри Сполучених Штатів. Обігнувши мис Горн, корабель курсував біля тихоокеанських берегів Південної і Центральної Америки аж до 14 листопада 1859 року, після чого попрямував у Норфолк.
16 лютого 1860 року корабель був виведений у відстій у Норфолку.
Під час кризи, яка передувала інавгурації Лінкольна, «Меррімак» все ще стояв на приколі. Гідеон Уеллс, який став Морським міністром, почав готувати корабель до переходу до Філадельфії, проте події які стрімко розвивалися перешкодили здійснити цей перехід. Військово-морська база Норфолк раптом опинилася на території штату, який побажав залишити Союз. 20 квітня 1861 року федералісти були змушені евакуювати базу в Норфолку, спішно знищуючи все, що тільки можливо. Незадовго перед цим конфедерати блокували фарватер, щоб перешкодити фрегату піти. У день евакуації федералістів «Меррімак» був підпалений і кинутий догорати на мілководді.
Конфедерація, яка відчайдушно потребувала кораблі, незабаром підняла остов «Мерримака», вигорілого по ватерлінію, і перетворила його в броненосний таран.
Новий корабель, названий CSS Virginia, 17 лютого 1862 року включили до складу флоту Конфедерації.
Жителі півдня планували використовувати броненосець для зняття морської блокади, накладеної федералістами. Дерев'яні кораблі жителів півдня, блокували вихід в Чесапікську затоку, відрізали від міжнародної торгівлі великі міста півдня Норфолк і Річмонд. 8 і 9 березня 1862 року на рейді Хемптон-Роудс розігрався знаменити бій, на другий день якого «Вірджинія» зустрілася в бою з броненосцем федералістів «Монітором».